# Майлс, Ив
Ив Майлс (англ. Eve Myles, род. 26 июля 1978, Айстраджинлей, Поуис) — валлийская актриса, известная по ролям в телесериалах «Belonging» (2000—2009), «Торчвуд» (2006—2011) и «Спасти Фейт» (2017—2020).

## Биография
Ив Майлс родилась в 1978 году в деревне Истрадгинлайс в юго-восточном Поуисе в Уэльсе. Начальное образование получила в той же школе, что и её коллега Стив Мео — Исгол-Майс-и-Деруен (валл. Ysgol Maes Y Dderwen). Она готовилась стать актрисой и продолжила своё образование в Уэльском королевском колледже музыки и драмы в Кардиффе, закончив его в 2000 году и получив степень бакалавра искусств. Затем она уехала в Лондон. С тех пор она совмещает карьеру телевизионной и театральной актрисы.

## Карьера
В 2001 году Майлс приняла участие в фильме «Score» и мини-сериале «Tales from Pleasure Beach». В 2002 получила главную роль Кери в уэльской телевизионной драме, снятой BBC — «Belonging». В 2003 получила роль молодой Гвен в спин-оффе сериала «EastEnders» — «Dot’s Story».
В 2003 Майлс сыграла в Королевском Шекспировском Театре роль Лавинии в постановке пьесы «Тит Андроник». В 2005 году она принимает участие в постановке «Генриха IV, часть I» и II с Майклом Гэмбоном, игравшим Фальстафа, в Национальном театре.
Затем Майлс получила значительную роль решительной девушки в сериале BBC «Инструктор», а также снова появилась в короткометражном фильме BBC «Colditz» в 2005. Последняя роль привела её к участию в телесериале «Доктор Кто» в эпизоде «Беспокойный мертвец», где она была замечена Расселом Т Дэвисом, который сказал про Майлс, что она была одной из самых сокровенных тайн, которые хранил Уэльс. В результате Дэвис вписал историю Гвен в «Торчвуд» специально для Майлс. Эта роль привела её домой в Уэльс. В 2008 году Майлс была задействована в телевизионной экранизации произведения Диккенса «Крошка Доррит».

## Личная жизнь
С 18 мая 2013 года Майлс замужем за актёром Брэдли Фригардом, с которым она встречалась 14 лет до их свадьбы. У супругов есть двое дочерей — Матильда Майлз-Фригард (род. 2009) и Сиена Майлз-Фригард (род. 2014). В сентябре 2021 года у пары родилась третья дочь.

## Фильмография
| Год          |     | Русское название               | Оригинальное название           | Роль                                                        |
| ------------ | --- | ------------------------------ | ------------------------------- | ----------------------------------------------------------- |
| 1999         | с   |                                | Hang the DJ                     | Трейси                                                      |
| 2000         | с   |                                | Nuts and Bolts                  | Кэрис Уильямс                                               |
| 2000—2009    | с   | Belonging                      | Belonging                       | Кери Льюис/Оуэн (85 серий)                                  |
| 2001         | тф  |                                | Score                           | Пола                                                        |
| 2001         | с   |                                | Tales from Pleasure Beach       | Энджи (2 серии)                                             |
| 2003         | тф  | Жители Ист-Энда: История Дот   | EastEnders: Dot's Story         | молодая Гвен                                                |
| 2005         | с   | Доктор Кто                     | Doctor Who                      | Гвинет (серия «Беспокойный мертвец»)                        |
| 2005         | с   | Побег из замка Кольдиц         | Colditz                         | Джил (2 серии)                                              |
| 2006         | ф   | Эти глупые вещи                | These Foolish Things            | Долли Найтингейл                                            |
| 2006         | тф  |                                | Soundproof                      | констебль Сара Макгауэн                                     |
| 2006—2011    | с   | Торчвуд                        | Torchwood                       | Гвен Купер (41 серия)                                       |
| 2008         | с   | Доктор Кто                     | Doctor Who                      | Гвен Купер (серии «Украденная Земля» / «Конец путешествия») |
| 2008         | с   | Мерлин                         | Merlin                          | леди Хелен / Мэри Коллинс (серия «Зов дракона»)             |
| 2008         | с   | Крошка Доррит                  | Little Dorrit                   | Мэгги Плорниш (8 серий)                                     |
| 2009         | тф  | Обрамлённый                    | Framed                          | Ангхарад Станнард                                           |
| 2011         | док | Уэльс и Голливуд               | Wales and Hollywood             | рассказчица                                                 |
| 2011         | с   | Парни из пекарни               | Baker Boys                      | Сара (6 серий)                                              |
| 2013         | с   | Фрэнки                         | Frankie                         | Фрэнки Маддокс (6 серий)                                    |
| 2013—2015    | с   | Ты, я и они                    | You, Me & Them                  | Лорен Грэй (12 серий)                                       |
| 2014         | тф  | Под сенью млечного леса        | Under Milk Wood                 | Лилли Смоллс                                                |
| 2015         | с   | Бродчёрч                       | Broadchurch                     | Клэр Рипли (8 серий)                                        |
| 2016         | с   | Двигаясь вперёд                | Moving On                       | Хелен (серия «Passengers»)                                  |
| 2016         | с   | Виктория                       | Victoria                        | миссис Дженкинс                                             |
| 2017         | ф   | Натуральные упыри              | Eat Locals                      | Ванесса                                                     |
| 2017—2020    | с   | Спасти Фейт                    | Keeping Faith / Un Bore Mercher | Фейт Хауэллс (20 серий)                                     |
| 2018         | с   | Чрезвычайно английский скандал | A Very English Scandal          | Гвен Пэрри-Джонс (2-я серия)                                |
| 2018         | тф  | Помочь всем людям              | To Provide All People           | домработница                                                |
| 2019         | с   | Холодные ступни                | Cold Feet                       | Кейтлин Хендерсон (2 серии)                                 |
| 2020—2022    | с   | Охотимся вместе                | We Hunt Together                | сержант Лола Фрэнкс (12 серий)                              |
| 2023         | с   | Захваченный рейс               | Hijack                          | Элис Синклэр (6 серий)                                      |
| 2025 — н. в. | с   | Ворона                         | The Crow Girl                   | главный инспектор Джанетт Килбёрн (6 серий)                 |
| 2025         | с   | Взлом                          | The Hack                        |                                                             |

## Награды
В 2002 и 2003 годах Майлс номинировалась на звание «Лучшая актриса» по версии уэльского отделения BAFTA (валл. BAFTA Cymru) за свою роль в драме BBC «Belonging».. В 2005 году The Western Mail поставил Майлс на седьмое место в ежегодном списке 50 самых сексуальных женщин Уэльса. В 2007 году она вновь принимала участие в той же номинации за роль Гвен Купер в сериале «Торчвуд», но премию за эту роль она получила только на церемонии 2008 года.